# كريستيان رايليانو
كريستيان رايليانو (بالإنجليزية: Cristian Raileanu)‏ (و. 1993  م) هو راكب دراجة هوائية مولدوفي، ولد في بالتسي.

## سجل الفوز

### سباقات أو مراحل فاز بها
| التاريخ        | السباق                                                     | المركز                                                                  |
| -------------- | ---------------------------------------------------------- | ----------------------------------------------------------------------- |
| 01 يناير 2015  | 2015 Ruota d'Oro                                           | المركز الثالث                                                           |
| 26 يونيو 2016  | سباق الطريق للرجال في بطولة مولدوفا 2016                   | الفائز في التصنيف العام                                                 |
| 09 يوليو 2017  | طواف سيبيو للدراجات 2017                                   | السادس في التصنيف العام، السابع في تصنيف الجبال، الثامن في تصنيف النقاط |
| 25 فبراير 2018 | طواف أنطاليا 2018                                          | المركز الثاني                                                           |
| 11 مارس 2018   | 2018 Grand Prix Side                                       | الرابع في التصنيف العام                                                 |
| 25 مارس 2018   | تور دي كارتييه 2018                                        | الفائز في التصنيف العام                                                 |
| 06 مايو 2018   | 2018 Tour de Mésopotamie                                   | المركز الثاني                                                           |
| 21 مارس 2019   | طواف تايوان 2019                                           | العاشر في التصنيف العام                                                 |
| 19 أبريل 2019  | تور دي إسكندر جوهر 2019                                    | المركز الثالث                                                           |
| 23 أغسطس 2019  | طواف إندونيسيا 2019                                        | الخامس في التصنيف العام، السابع في تصنيف الجبال                         |
| 06 أكتوبر 2019 | طواف إيران 2019                                            | المركز الثاني                                                           |
| 10 نوفمبر 2019 | طواف سنجكارك 2019                                          | المركز الثاني                                                           |
| 04 يونيو 2022  | 2022 Tour of Albania                                       | المركز الثاني                                                           |
| 24 يونيو 2022  | سباق الزمن على الطريق للرجال في بطولة رومانيا 2022         | المركز الثالث                                                           |
| 11 سبتمبر 2022 | طواف رومانيا 2022                                          | المركز الثاني                                                           |
| 26 مايو 2023   | 2023 Tour of Albania                                       | المركز الثاني                                                           |
| 12 أغسطس 2023  | طواف زيكليرلاند 2023                                       | المركز الثالث                                                           |
| 21 يونيو 2024  | 2024 Romania National Road Cycling Championships - Men ITT | المركز الثاني                                                           |

## روابط خارجية
- كريستيان رايليانو على موقع الاتحاد الدولي للدراجات (الإنجليزية)
- كريستيان رايليانو على موقع أرشيف الدراجات (الإنجليزية)
- كريستيان رايليانو على موقع إحصائيات الدراجات الإحترافية (الإنجليزية)
- كريستيان رايليانو على موقع نسبة الدراجات (الإنجليزية)